# Pinklon Thomas
Pinklon Thomas (Pontiac, 10 febbraio 1958) è un ex pugile statunitense appartenente alla categoria dei pesi massimi.
È stato detentore del titolo WBC dal 1984 al 1986.
Era noto che fosse dipendente dall'eroina dall'età di 12 anni, sostanza che a suo dire, non alterava per niente i suoi ritmi di allenamento e la sua condizione fisica.

## Biografia
Peso massimo di statura notevole (191 cm per ben 196 cm di apertura delle braccia), divenne professionista nel 1984 dopo aver disputato tre soli incontri da dilettante. Nell'agosto del 1984, sconfiggendo Tim Witherspoon a Las Vegas conquistò il titolo mondiale WBC. Nel giugno 1985 difese la corona battendo l'ex campione WBA Mike Weaver per un Ko all'ottava ripresa. Perse il titolo mondiale nel marzo 1986 quando fu sconfitto da Trevor Berbick ai punti. 
Il 30 maggio 1987, Thomas subì il primo ed unico Ko della sua carriera, contro il ben più giovane Mike Tyson, che riuscì ad atterrarlo alla sesta ripresa dopo una lunga serie di colpi. 
Nel dicembre 1988, tornato sul ring, fu battuto da Evander Holyfield alla settima ripresa per getto della spugna da parte dell'allenatore Angelo Dundee. Dopo questo match, Thomas iniziò una serie di incontri poco significativi che lo condussero al ritiro, a 35 anni, nel gennaio 1993.
Il suo record complessivo consisté in 51 incontri, di 43 vittorie (34 prima del limite), 7 sconfitte, 1 pareggio. Nel 1998 la rivista Ring Magazine lo ha collocato al 49º posto in una classifica dei migliori pesi massimi di tutti i tempi.